# Victor Clément
Pour les articles homonymes, voir Clément.
Victor Clément, né à Poligny (Jura) le 3 décembre 1824, et mort après 1871, est un ouvrier teinturier puis un membre de la Commune de Paris. 

## Biographie
Ouvrier teinturier de profession, il épouse la fille d'un tailleur à Arbois en 1855.
Le 26 mars 1871, il est élu au Conseil de la Commune par le XVe arrondissement où il siège dans la commission des Finances. Il fut signataire pendant la Commune du manifeste des Vingt-deux de la minorité.
Le 23 avril, il est chargé de visiter les prisons. Il vote contre la création du Comité de Salut public. Après la Semaine sanglante, il est arrêté et le 3e conseil de guerre le condamne à trois mois de prison.

### Notices biographiques
- Jules Clère, Les hommes de la Commune : Biographie complète de tous ses membres, Paris, Libraire-éditeur É. Dentu, 1871, 195 p. (lire en ligne sur Gallica), p. 56
- Paul Delion, Les membres de la Commune et du Comité central, Paris, A. Lemerre éditeur, août 1871, 446 p. (lire en ligne sur Gallica), p. 57-58
- Bernard Noël, Dictionnaire de la Commune, Coaraze, L'Amourier éditions, coll. « Bio », avril 2021 (1re éd. 1971), 799 p. (ISBN 978-2-36418-060-4, ISSN 2259-6976, présentation en ligne), p. 159
- « Notice « Clément Victor [Teinturier] » », sur maitron.fr, Le Maitron, dictionnaire bibliographique du mouvement ouvrier et du mouvement social, Association Les Amis du Maitron (consulté le 7 août 2021)